# Уутони, Джафет
Джафет Уутони (англ. Jafet Uutoni; род. 29 июня 1979, Виндхук) — намибийский боксёр, представитель первой наилегчайшей весовой категории.
Выступал за сборную Намибии по боксу в середине 2000-х — начале 2010-х годов, чемпион и серебряный призёр Игр Содружества, чемпион Африки, бронзовый призёр Всемирных военных игр в Рио-де-Жанейро, чемпион первенств национального значения, участник летних Олимпийских игр в Пекине.
Начиная с 2012 года боксирует на профессиональном уровне. Владел титулами чемпиона Африки и интернационального чемпиона по версии Всемирной боксёрской организации (WBO).

## Биография
Джафет Уутони родился 29 июня 1979 года в Виндхуке, Намибия.

### Любительская карьера
Первого серьёзного успеха на взрослом международном уровне добился в сезоне 2005 года, когда вошёл в основной состав намибийской национальной сборной и одержал победу в первой наилегчайшей весовой категории на чемпионате Африки в ЮАР. Представлял африканскую сборную на Кубке мира в Москве.
В 2006 году одолел всех соперников на Играх Содружества в Мельбурне и тем самым завоевал золотую медаль. Год спустя выступил на Всеафриканских играх в Алжире, но попасть здесь в число призёров не смог, остановился на стадии четвертьфиналов.
Был лучшим на африканской олимпийской квалификации в Алжире, боксировал на международном турнире братьев Кличко в Киеве, где в четвертьфинале был остановлен кубинцем Ямпьером Эрнандесом. Благодаря череде удачных выступлений удостоился права защищать честь страны на летних Олимпийских играх 2008 года в Пекине, тем не менее, провёл здесь только один бой — уже на предварительном этапе категории до 48 кг со счётом 5:+5 потерпел поражение от поляка Лукаша Мащика.
После пекинской Олимпиады Уутони остался в составе боксёрской команды Намибии и продолжил принимать участие в крупнейших международных турнирах. Так, в 2010 году он побывал на Играх Содружества в Дели, откуда привёз награду серебряного достоинства, выигранную в первом наилегчайшем весе — в решающем финальном поединке уступил ирландцу Пэдди Барнсу.
В 2011 году в очередной раз стал чемпионом Намибии по боксу, взял бронзу на Всемирных военных играх в Рио-де-Жанейро, выступил на Всеафриканских играх в Мапуту.
Пытался пройти отбор на Олимпийские игры 2012 года в Лондоне, однако на африканской олимпийской квалификации в Касабланке выступил не очень удачно, проиграл уже в 1/8 финала.

### Профессиональная карьера
Покинув олимпийскую сборную, в 2012 году Уутони успешно дебютировал на профессиональном уровне. Выступал исключительно на территории Намибии, одержав в течение двух лет семь побед подряд.
В июле 2014 года оспорил титул чемпиона Африки по версии Всемирной боксёрской организации (WBO), но в близком 12-раундовом бою раздельным решением судей проиграл соотечественнику Абмерку Шинджуу. Вскоре между ними состоялся матч-реванш, и на сей раз Уутони выиграл единогласным судейским решением, забрав чемпионский пояс себе.
Выиграв несколько рейтинговых поединков, в апреле 2016 года Джафет Уутони завоевал вакантный титул интернационального чемпиона WBO в первой наилегчайшей весовой категории, а затем благополучно защитил полученный чемпионский пояс.
В феврале 2017 года вышел на ринг в претендентском бою за звание чемпиона мира WBO с пуэрториканцем Анхелем Акостой, однако соперник оказался для него слишком сильным — намибийский боксёр в общей сложности четыре раза побывал в нокдауне, а в десятом раунде рефери зафиксировал технический нокаут.